# The Unauthorized Breakfast Item
The Unauthorized Breakfast Item je dvanácté studiové album britské rockové skupiny Caravan, vydané v srpnu 2003 u vydavatelství Eclectic Discs. Album produkoval Julian Gordon Hastings. Jde o první album této skupiny od roku 1995, kdy vyšlo The Battle of Hastings.

## Seznam skladeb
| Pořadí | Název                           | Autor         | Délka |
| ------ | ------------------------------- | ------------- | ----- |
| 1.     | Smoking Gun (Right for Me)      | Pye Hastings  | 5:36  |
| 2.     | Revenge                         | Pye Hastings  | 5:15  |
| 3.     | The Unauthorized Breakfast Item | Pye Hastings  | 4:44  |
| 4.     | Tell Me Why                     | Pye Hastings  | 6:16  |
| 5.     | It's Getting a Whole Lot Better | Pye Hastings  | 8:56  |
| 6.     | Head Above the Clouds           | Pye Hastings  | 7:21  |
| 7.     | Straight Through the Heart      | Pye Hastings  | 4:40  |
| 8.     | Wild West Street                | Pye Hastings  | 4:47  |
| 9.     | Nowhere to Hide                 | Dave Sinclair | 8:54  |
| 10.    | Linders Field                   | Doug Boyle    | 3:38  |

## Obsazení
Caravan
- Pye Hastings – kytara, zpěv
- Richard Coughlan – bicí
- Jan Schelhaas – klávesy, doprovodné vokály
- Doug Boyle – kytara
- Geoffrey Richardson – viola, banjo, ukulele, kytara, doprovodné vokály
- Jim Leverton – baskytara, zpěv, doprovodné vokály

Ostatní
- Jimmy Hastings – tenorsaxofon, sopránsaxofon, flétna
- Dave Sinclair – klávesy
- Simon Bentall – perkuse
- Ralph Cross – perkuse